# قورباغه درختی کوهستانی
قورباغه درختی کوهستانی (نام علمی: Litoria wollastoni)، یا قورباغه درختی ولاستون، گونه‌ای از قورباغه در زیرخانواده Pelodryadinae است که در غرب گینه نو یافت می‌شود. زیستگاه‌های طبیعی آن جنگل‌های دشت نمناک نیمه‌گرمسیری یا گرمسیری، جنگل‌های کوهستانی نمناک نیمه‌گرمسیری یا گرمسیری، رودخانه‌ها، باغ‌های روستایی و جنگل‌های پیشین به شدت تخریب شده‌است. این نام به افتخار طبیعت‌شناس و کاشف بریتانیایی سندی ولاستون، که هولوتایپ را در رودخانه ستاکوا، جنوب گینه نوی هلند در سال‌های ۱۹۱۲–۱۹۱۳ جمع‌آوری کرد، نام‌گذاری شد. هولوتایپ در موزه تاریخ طبیعی لندن، با شماره دسترسی BMNH 1947.2.23.59 نگهداری می‌شود.